# Wonosari (Grujugan)
Wonosari is een bestuurslaag in het regentschap Bondowoso van de provincie Oost-Java, Indonesië. Wonosari telt 4539 inwoners (volkstelling 2010).